# Ploiarium alternifolium
Ploiarium alternifolium är en tvåhjärtbladig växtart som först beskrevs av Vahl, och fick sitt nu gällande namn av Melchior. Ploiarium alternifolium ingår i släktet Ploiarium och familjen Bonnetiaceae. Inga underarter finns listade i Catalogue of Life.